# (4373) Crespo
(4373) Crespo ist ein Hauptgürtelasteroid, der am 14. August 1985 von Ted Bowell vom Lowell-Observatorium aus entdeckt wurde.
Er wurde nach Antonio Crespo, einem Elektroingenieur am Arecibo-Observatorium benannt, der in den 1980er Jahren für den Hochenergie-Transmitter verantwortlich war, der für alle planetaren radar-astronomischen Beobachtungen des Observatoriums benutzt wurde.